# Renaat Van Elslande
 (juin 2016).
Si vous disposez d'ouvrages ou d'articles de référence ou si vous connaissez des sites web de qualité traitant du thème abordé ici, merci de compléter l'article en donnant les références utiles à sa vérifiabilité et en les liant à la section « Notes et références ».
Renaat Van Elslande (Boekhoute, Flandre-Orientale, le 21 janvier 1916 – Uccle, Région de Bruxelles-Capitale, le 21 décembre 2000) était un homme politique belge du parti social-chrétien (CVP).
On atteste dès son jeune âge des convictions de ce Flamand catholique, notamment lors de ses études à l'Université catholique de Louvain où il a étudié le droit et les sciences politiques et sociales.
Après la Seconde Guerre mondiale, il fut engagé en tant que journaliste au quotidien néerlandophone De Standaard. Après son mariage en 1945, il s'établit dans la commune de Lot (aujourd'hui une section de la commune de Beersel), dans le Brabant flamand, où son épouse tenait une pharmacie. On lui demanda de conduire la liste des premières élections communales d'après guerre pour le parti social-chrétien (CVP), qui remporta une victoire éclatante. Il sera bourgmestre de Lot sans interruption jusqu'en 1976.
Renaat Van Elslande fut élu membre de la Chambre des représentants de Belgique en 1949 pour l'arrondissement de Bruxelles, puis sous-secrétaire d'État aux Affaires culturelles de 1960 à 1961, ministre-adjoint de l'Éducation et de la Culture nationale. Il a également occupé des fonctions ministérielles très importantes dans différents gouvernements du royaume de Belgique : ministre de la Culture, ministre adjoint à l'Éducation nationale de 1962 à 1965, ministre des Affaires européennes et de la Culture flamande de 1966 à 1968, ministre de l'Intérieur de 1972 à 1973, ministre des Affaires étrangères et de la Coopération en matière de développement de 1973 à 1977, ministre de la Justice de 1977 à 1980. Il fut nommé ministre d'État du royaume de Belgique le 26 mai 1992. Il fut également président du Conseil des Communautés européennes de janvier à juin 1967.

## Publications
- Het Buitenlands Beleid van België 1973-1976 (« la politique extérieure de la Belgique 1973-1976 »)  Publication dans différentes langues
- Europa’s Toekomst, Anvers 1975.  (ISBN 90-289-0051-9)
- Belgie En De Derde Wereld (« la Belgique et le tiers monde »), Anvers 1977.  (ISBN 90-289-0252-X)